# 프라오레! ~PRIDE OF ORANGE~

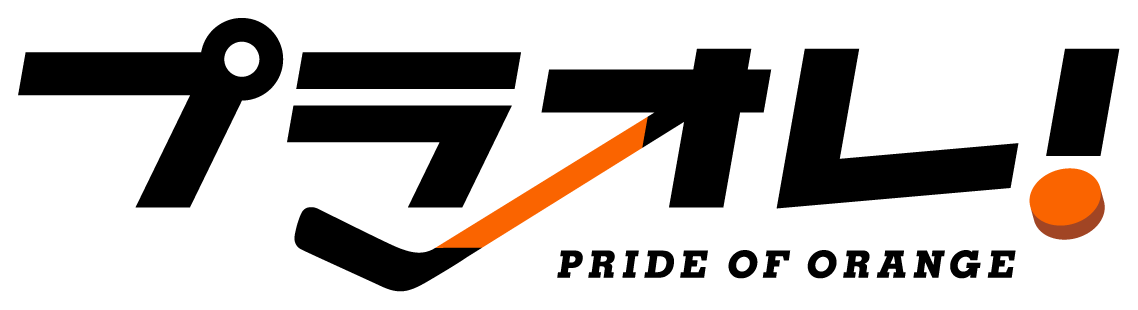

《프라오레! ~PRIDE OF ORANGE~》(일본어: プラオレ!〜PRIDE OF ORANGE〜)은 사이버 에이전트와 DMM GAMES에 의한 미디어 믹스 작품이다.

## 줄거리
닛코시에 연고지를 둔 아이스하키팀 드림 몽키즈. 드림 몽키즈가 개최하는 체험교실의 문을 두드린 것은 현지 중학생, 마나카와 그녀에게 강제로 끌려간 여동생 아야카, 소꿉친구의 카오루코와 마미. 같은 참가자에게는 리코와 나오미의 모습도 있었다. 훈련 후 모두 아이스하키에 푹 빠졌다. "다음주도 참가하자" 라고 하기까지로 되어 있었다. 마침내 감독 요코의 권유로, 마나카, 아야카, 카오루코, 그리고 리코와 나오미는 드림 몽키즈에 정식 소속이 된다.
그런 가운데 강팀 구시로 스노우 화이트에 소속되어 있던 유명 선수인 유우가 팀을 그만둘 뿐만 아니라 아이스하키마저도 그만둘 결심을 굳히고 할머니가 사는 닛코시로 온다. 이제 두 번 다시 링크에 서는 일은 없을 것이다. 그렇게 생각했던 유우를 다시 링크로 되돌린 것은 요코와 마나카와 친구들이였다. 이렇게 우를 맞은 마나카와 친구들과 드림 몽키즈 신인팀. 연습 시합, 합숙등을 거치면, 모두, 각각 성장해 갈 것이고, 또 팀도 하나가 되어 간다. 「마음의 굴레로 팩을 연결하라!」를 표어로 대회에 임하는 아이카다츠 드림 몽키즈.
과연 그 결과는!? 이것은 소녀들의 땀과 눈물의 성장 이야기인 것이다.